# Vulpes riffautae
Vulpes riffautae – wymarły gatunek ssaka z rodziny psowatych. Żył w okresie miocenu (ok. 7 mln lat temu) na obszarze dzisiejszego Czadu. Miał wzrost pośredni pomiędzy lisem piaskowym a fenkiem.